# ДК (группа)
«ДК» — московская рок-группа, созданная в 1980 году в СССР. Пионеры российской экспериментальной музыки и основоположники российского Lo-Fi звучания.

## История
Группу «ДК» Сергей Жариков, её идеолог и руководитель, создал в 1980 году, после увольнения в запас из армии, куда его призвали служить в звании рядового после окончания МИЭМ.
Название группе дал Жариков, а первым партнёром по проекту стал его сокурсник по факультету прикладной математики МИЭМ Д. Яншин. Первый состав «ДК»: Д. Яншин — гитара, В. Виш — бас, С. Жариков — барабаны, И. Аджубей — флейта. Музыканты ориентировались исключительно на сложную инструментальную музыку, осваивали структурные законы музыки.

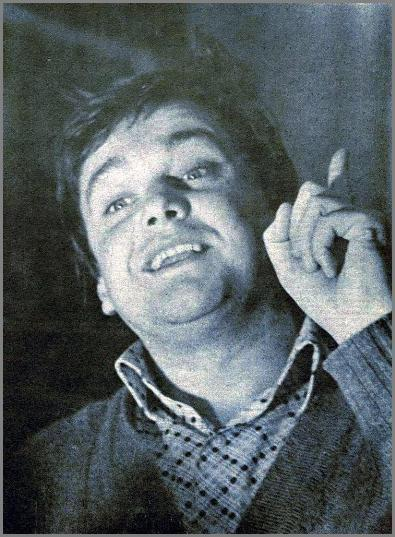
Сергей Жариков объясняет «концепцию»

Этот, «джаз-роковый» состав существовал недолго. В 1981 Жариков привёл «чистого рокера» С. Полянского (бас-гитара), а в 1982 Яншин — в качестве вокалиста — бывшего звукооператора группы «Млечный Путь» Е. Морозова, к тому времени увлёкшегося вокалом, манера и стиль которого были далеки как от джаза, так и от рока, но вписываются в концепцию эстрадного мюзикла.

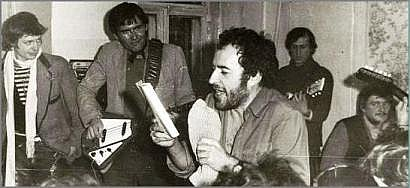
Группа «ДК» на панк-фестивале в Зеленограде (крайний слева — А. «Свинья» Панов), 1983

К концу 1982 года сформировался второй состав «ДК»: С. Полянский — бас, С. Жариков — барабаны, Д. Яншин — гитара, Е. Морозов — вокал, М. Генералов — блокфлейта. Репертуаром группы занимался Жариков, а репетиции записывались на магнитофон. Под влиянием своего идеолога группа дрейфовала в сторону концептуализма, к концу года звучание и стиль группы резко изменились. В 1983 первое же публичное выступление нашло отклик у аудитории, так как музыканты, составляющие ритм-секцию группы, имели хороший опыт: С. Полянский был специалистом по крымским танцплощадкам, а первую свою рок-группу Жариков создал еще в 1970 («Второе пришествие»), и к середине 70-х был уже известен как барабанщик и автор текстов группы «Млечный путь» и «Смещение».
Ко второй половине 1983 года «ДК» приобрёл известность в чисто эстетских «контркультурных» кругах, в первую очередь, благодаря магнитоальбомам, которые Жариков оперативно составлял из репетиционных записей и распространял через сеть т. н. «писателей»-активистов и коллекционеров музыкального андеграунда, а также реакцией на них, расплодившихся к тому времени, подпольных рок-зинов. Альбомы «ДК» выходили под названиями «Шизгар» и «Голые ноги», оформление делал тоже Жариков. Однако в вынужденной ситуации отсутствия живых концертов популярность группы не выходила за пределы этого, достаточно узкого сообщества.
В конце 1983 Морозов покинул группу, а на его место пришёл В. Клемешов (труба, тенор-саксофон, вокал) — до того солист оркестра Ю. Мухина. Духовую секцию пополнили классический виртуоз из диксиленда Лебедева О. Опойцев (тенор-саксофон, баритон-саксофон) и Сергей Летов (флейта, альт-саксофон), а за клавишные сел А. Белоносов, известный также по записям с группами «Альянс», «27 километр» и «Зодчие». Музыка стала более сложной, звучание получило яркий психоделический окрас, однако на Жарикова в самом начале 1984 было заведено уголовное дело по статье 190-1 УК РСФСР («клеветнические измышления на советский строй»), сам он попадал под т. н. «прокурорский надзор», а группа автоматически лишилась публичных выступлений. Чтобы избежать заключения, Жариков соглашается сотрудничать с КГБ, при этом антисоветский характер творчества группы сохранился.
За 1984—1985 годы под названием «ДК» вышло около двух десятков альбомов, что не решило проблему творческих амбиций, и к концу 1986 появилась группа Д. Яншина «Весёлые картинки» —  репертуар которой, поначалу, "состоял из переаранжированных в хард-рок песен советских композиторов". В этом же году С. Жариков познакомил Яншина с руководителями фольклорного ансамбля «Край» П. Рец и Ю. Дружкиным (Жариков работал с ними в отделе Н. Злобина министерства культуры РСФСР, 1980—1981), в день взрыва Чернобыльского реактора прошёл совместный концерт «ДК» и ансамбля «Край» (магнитоальбом «Павидение в быту», 1986), а спустя несколько лет «Край» записал с «Весёлыми картинками» альбом «Символ веры» (1993).

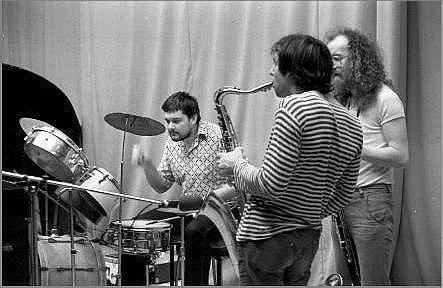
С. Жариков, В. Клемешов и С. Летов: запись очередного альбома, 1985

Жариков продолжил экспериментировать со звукозаписью вместе с третьим составом «ДК»: Д. Яншин — гитара, С. Полянский и О. Андреев — бас, А. Белоносов — клавиши, В. Клемешов — вокал, труба, саксофон, С. Летов — флейта, саксофон, бас-кларнет, О. Опойцев — саксофон, С. Жариков — барабаны, И. Белов — вокал, гитара. На записи начали приглашаться и другие известные музыканты, в частности, А. Скляр и А. Никитин из группы «Ва-Банкъ», Ю. Орлов, О. Андреев и И. Лень из «Николая Коперника», Д. Кутергин и И. Соколовский из «Ночного Проспекта», осуществлялась запись целых альбомов с будущей родоначальницей русского панк-симфонизма Bret Diamond, она же Людмила «Терри» Колот и природным обладателем редкого по тембру и диапазону голоса (контртенор) Алексеем Вишней.
По аналогии с модальным джазом, базирующимся на модальном принципе организации музыкального материала, Жариков и его коллеги стали пионерами так называемого «модального рока» — сложной, насыщенной диссонансами музыки, не изменив концептуальной оптике более раннего периода творчества группы и, одновременно, сохранив традиции и особенности классического рок-высказывания.
Группа постепенно превратилась в некий студийный продюсерский центр Сергея Жарикова. Его песни звучали на концертах «Весёлых картинок» и группы В. Клемешова и С. Полянского «ПроцеSS» (ещё одной легальной группы запрещённых «ДК»). Во второй половине 80-х Жариков выпустил также несколько сольных работ в жанре так называемого word music (или «радиотеатр»), в том числе альбом «Зеркало — души» (1988), целиком построенный на музыкальных коллажах из произведений Сергея Прокофьева и «Геенно-огненное» (1986), получивший на конкурсе «СиДи-Обложка 98» специальный диплом от издательства ИМА-Пресс за лучшее оформление в категории «Независимая музыка». Последний магнитоальбом «ДК» — «Пожар в Мавзолее» вышел в самом начале 1990 года.
Спустя 10 лет — 15 апреля 2001 года в рамках презентации очередного номера журнала «КонтрКультУра» в московском клубе «Точка» группа «ДК» отметила 20 лет со дня своего создания.
В книге Александра Кушнира «100 магнитоальбомов советского рока» были представлены три альбома «ДК» («Лирика», «ДМБ-85», «Непреступная забывчивость»).

## Связи «ДК» с исторической и современной культурой

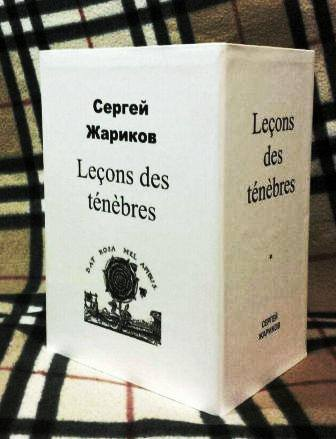
Комплект «Уроки тьмы»

«ДК» оказали непосредственное влияние на группы «Ноль», Гражданская оборона, «Сионизм», «Сектор Газа», «Dna Error», «Монгол Шуудан», «ХЛАМ». В свою очередь, из советских «влияний» на ДК (а именно, альбомы в жанре «радиотеатра») можно отметить, в первую очередь, хорошее знакомство её руководителя с передачами Третьей Программы Всесоюзного Радио, где постоянно транслировались многочасовые радиоспектакли, очевидно, повлиявшие также на «Золотой диск» (1982) концептуалистской группы «Мухоморы», использовавших тот же подход к материалу. Помимо этого в творчестве Жарикова наличествует широкий спектр самых различных смысловых ссылок: от классической академической и аутентичной музыки, коллекционером которой он является, до актуальных жанров и явлений тех лет: джаз-рок, Rock In Opposition (RIO), краут-рок, плеяда прото-панк-групп (например, «The Velvet Underground»), классический панк и постпанк, советские ВИА (в частности, «Весёлые ребята» и составы ВИА ранних 70-х, в которые массово перетекли в тот момент музыканты независимых рок-групп 60-х годов).
Музыка группы использовалась в фильме Алексея Балабанова «Груз 200». Один из администраторов «ДК» (Виктор Алисов) чуть позже стал продюсером фильма «ДМБ», саундтреком для которого и должны были стать песни из легендарного альбома «ДМБ-85» (вошла только одна «Идёт хороший Человек» (кавер от группы «Паровоз»)).
В рамках постмодернистского дискурса группа «ДК» любила использовать цитаты из музыкальных произведений самых различных жанров и, в качестве смысловых ссылок на общеупотребительные клише, подавать их в виде «русских кавер-версий». В свою очередь, многие группы делали и продолжают делать различные каверы на «ДК», уже известные в исполнении таких групп, как «Гражданская оборона», «Монгол Шуудан», «Ривущие струны», Alec Kopyt & Doolee Band, «Сугробы» и др., ростовский художник Юрий Бессмертный сделал серию флэш-клипов, в том числе, «Я географию учу», получивший известность вместе с его клипами для ростовской группы «Зазеркалье», а днепропетровский аниматор Стас Сантимов представил свою видеоверсию песни «Молодёжный клуб».
В 2017 году Сергей Жариков опубликовал трилогию Leçons des ténèbres — коллекция художественных эссе в жанре underground philosophy, где «способом производства мысли является авторское письмо, демонстрирующее само становление смыслов и продолжает процесс разрыва становления в ткани расчисленного механического времени и пространства, совершая то самое действие „временения современности“, которое маркирует время ощущением первостатейной новизны и превращает его в самостоятельный художественный артефакт».

## Цитаты
- Мнение Ленинградского рок-клуба, озвученное в 1983 году Александром Старцевым:

«Рок-музыка — искусство очень честное по своей сути. То же, что нам предлагают люди из ДеКа говоря простыми словами, халтура. Спекуляция на модной нынче теме. Мы имели халтуру, так сказать, справа — все официальные команды с песенками типа „улыбнитесь, каскадеры“. Теперь мы получили халтуру слева — группу трезвенников, любителей классики, которые поют про портвейн, которого, похоже, и не пробовали. Кроме того, фальшь исполнения просто колет глаза».
- У советского критика Т. Диденко в энциклопедии «Рок в СССР» (М.:1990) несколько иной взгляд:

«Альбомы Жарикова и его коллег сродни картинам Григория Брускина: каждый из фрагментов их мозаичной структуры раскрывает одну из мифологем современного общественного сознания и в то же время отражает его целостную модель. Отсюда и почти полный отказ в песнях ДК от авторства — их, выступающие „авторами“, герои анонимны — персонаж, изливающий душу после прихода из армии, орущий свои откровения под блатные аккорды гитары („ДМБ-85“) или некий „закрытый гражданин“, у которого и жена, и магазин, и вино — „закрытые“… Такое развенчание имиджа социалистического преуспевания советской эпохи, дегероизация розовых персонажей „садово-парковой культуры“ наблюдалось лишь в литературе, правда, неиздававшейся, и кинофильмах, долгое время лежавших на полке».
- Ей, по сути, вторит Андрей Горохов (ведущий музыкальный эксперт русской службы радиостанции «Немецкая волна»):

Творцом тотально полистилистического рока следует признать группу «ДК», созданную в начале 80-х Сергеем Жариковым. Альтернативный рок группы «ДК» стал революцией текста, энергичного образа и парадоксальной мысли против вялого, ватного и бессмысленного в общем массе советского рока до 80-х. Качество записей отвратительное, слова часто едва различимы, звук «плывёт», но это не мешает оценить радикально новаторский и в то же время традиционный до реакционности подход «ДК» к своей музыкальной продукции. Деятельность «ДК» вполне можно назвать антикультурной и антимузыкальной. Ведь она погружает любую музыкальную форму в состояние холодного и пластмассового китча и отрицает её самостоятельное существование. Таким образом, «ДК» ясно показала, что рок, начатый Элвисом Пресли и «Битлз», выродился и умер, оставив после себя гниющий труп, последовательно и с энтузиазмом вскрытый и разъятый группой Жарикова. После «ДК» искренний и наивный рок-н-ролл, любые его производные, по крайней мере, на советской почве неизбежно свидетельствуют о недоразвитости или реакционности. Жариков утверждал, что «советский рок должен выйти из подворотни». И советский рок не только вышел, но и затащил в подворотню всё, что нашёл вне её, всему дав цену и всё поставив на место. Песни Жарикова — это явные стилизаторские фейки, глумление и сарказм: «выражаемые чувства» не могут быть искренними, лирические герои — объекты антисоветской насмешки. Но одновременно и музыка, и тексты, и лирические герои обладают невероятной притягательностью, с ними тут же идентифицируешься как и с героями ранних рассказов Мамлеева. ДК выдали ту прибавочную стоимость, которой не хватало Хилю, Лещенко, Толкуновой, чтобы стать тем, кем они являлись лишь номинально — соул-вентилями «народной души». Вентилями, сквозь который эта «душа» выходила в виде контента, который можно потрогать руками или ушами. ДК дотянули кучу жанров до психояда… Будучи экспрессионистской карикатурой на разнообразные виды советской музыки, ДК пробурили дырки в разных местах некоторой стены и дотянулись до чего-то скрытого. Точнее, это скрытое всячески выставлялось напоказ КСП и всякими «уходит бригантина от причала», а ДК развернули перспективу и обнаружили соул там, где не было ни причала, ни бригантины.
- Ретроспективно описывая основные советские русскоязычные группы 80-х, ссылаясь на отчёты RAND Corporation (Profiles of the Current Major Soviet Rock Groups, стр. 26), американка Sabrina Petra Ramet пишет:

Unofficial-underground. DK has refused to register with any Soviet club and rejects Gorbachev' s conciliatory line. DK prides itself on «subversive» and «outrageous» music and has a national cult following. Widely credited with being musically innovative, DK sings of sexual deviance, broken homes, corruption, and alcoholism. 
- Американский журнал Rolling Stone так описывает группу ДК:

«ДК» уверенно оставляет след там, куда еще не ступала нога ни одного русского рокера. В своих текстах лидер группы Сергей Жариков проводит вас по обшарпанным домам, где родители-алкоголики избивают друг друга; по кроватям, помнящим разного рода сексуальные извращения; по коридорам иностранных посольств, где коррумпированные дипломаты подсчитывают наличные за очередное темное дело — а потом вернет вас туда, откуда взял: в Петрозаводск или Уфу, где после тяжелого трудового дня чей-то отец снова избил до полусмерти мать. 
- Директор Института демографического анализа и мировой статистики Сергей Рютин обобщает:

«Своим творчеством Жариков доказывает необходимость свободы воли и свободы самовыражения во всех её проявлениях. Он против диктата, против подчинения всех аспектов бытия какому-либо одному. Ведь это и есть тоталитаризм в самой отвратительной коммунистической форме. Жариков последовательный противник коммунистической эстетики, и актуально его противление именно по причине продолжающегося диктата. Смысловые ребусы в проекте „ДК“ стали частью его стиля. Мы слышим, а теперь и видим многогранную композицию с зашифрованными посланиями к широкой публике».

## Участники сессий
- Сергей Жариков — ударные (1980—1990, 2001)
- Дмитрий Яншин — гитара (1980—1989, 2001) †
- Сергей Полянских — бас-гитара (1981—1989, 2001)
- Александр Белоносов — клавиши (1984—1985, 2001)
- Иван Аджубей — флейта (1982)
- Андрей Литягин — фортепиано (1983)
- Михаил Генералов — блокфлейта (1983—1984)
- Олег Опойцев — саксофон (1983—1986) †
- Вячеслав Виш — бас-гитара (1980)
- Виктор Клемешов — гитара, труба, саксофон, баян (1983—1989) †
- Олег Андреев (ВК) — бас-гитара (1986—1988) †
- Игорь Белов — гитара (1985—1990, 2001) †
- Сергей Летов — саксофон (1984—1990, 2001)
- Юрий Царёв — фортепиано, драм-машина (1984)
- Алексей Орлов — синтезатор, клавиши, труба, перкуссия (1984)
- Артём Блох — фортепиано (1984) †
- Владимир Колосов — фортепиано (1985)
- Юрий Орлов — саксофон (1986—1989)
- Игорь Лень — клавиши (1986)
- Олег Андреев (НК) — бас-гитара (1986—1989)
- Владимир «Вольдемар» Беклемишев — балалайка (1987) †
- Алексей Никитин — гитара (1987)
- Александр Скляр — гитара (1987)
- Константин Брагин — гитара (1986—1987)
- Сергей Дмитренко — бас-гитара, клавиши (1987—1988)
- Илья Ляхов — клавиши (1988—1989)
- Алик Махмутов — бас-гитара, виолончель (1980—1981, 1985—1986) †
- Андрей Соловьёв — труба (1986—1987)
- Иван Соколовский — клавиши (1986) †
- Дмитрий Кутергин — скрипка (1986)

### Вокалисты «ДК»
- Евгений Морозов (1982—1983) †
- Сергей Жариков (1984—1989)
- Игорь Белов (1985—1989, 2001) †
- Виктор Клемешов (1985, 1988) †
- Андрей Ганшин (1986) †
- Людмила «Терри» Колот (1986) †
- Владимир Токмаков (1986) †
- Иван Сидоров (1986, 1989)
- Александр Скляр (1987)
- Алексей Вишня (1987—1988)
- Владимир «Вольдемар» Беклемишев (1987—1988) †